# Günther Graup
Günther Graup (* 13. September 1940 in Ried im Innkreis; † 24. April 2006 in Wörrstadt) war ein deutscher Geologe und Impaktforscher.

## Wirken
Günther Graup befasste sich überwiegend mit mineralogisch-petrographischen Themen, darunter im Wesentlichen mit dem Ries-Ereignis, dem KT-Impakt sowie den Mondgesteinen.
In seiner Promotionsarbeit an der Eberhard Karls Universität Tübingen untersuchte er das Kristallin des Nördlinger Ries. Hierdurch wurden wesentliche Erkenntnisse zur Verteilung der Auswurfprodukte und dem Auswurfmechanismus während des Ries-Ereignisses gewonnen. Während des US-amerikanischen  Apollo-Programms war er als Impaktforscher an der Untersuchung von Mondgesteinen (Apollo 14 und Apollo 16) beteiligt.
1981 wurden von Graup erstmals terrestrische Chondren im Suevit des Ries-Kraters gefunden, die strukturelle Ähnlichkeiten mit meteoritischen Chondren aufweisen. Da die Bildung der lunaren und meteoritischen Chondren bis heute nicht geklärt ist, scheint die Bildung während meteoritischer Kollisionen als eine mögliche Erklärung. Ebenso konnte 1981 durch Graup et al. belegt werden, dass die Moldavite aus den Ablagerungen der Oberen Süßwassermolasse entstanden sind, die im Bereich des Nördlinger Ries anstanden. Hierdurch erfolgte der Beweis, dass diese Tektite einen terrestrischen Ursprung haben und während des Ries-Ereignisses entstanden sind.
1989 wurde im Bereich der Kreide-Tertiär-Grenze des Lattengebirges (Berchtesgadener Alpen) drei stratigraphisch unabhängige Iridium-Anomalien durch Graup et al. vorgestellt. Dort konnten keine Befunde nachgewiesen werden, die auf einen Impakt hindeuten. Vielmehr deuten die genauen geochemischen Daten auf einen vulkanischen Ursprung hin (u. a. positive Korrelation mit Selen), der in eine Zeit mit Meeresspiegel- und Klimaschwankungen fällt. Drei unabhängige Iridium-Anomalien wurden in der Zwischenzeit auch aus Indien beschrieben, die mit dem Dekkan-Vulkanismus in Verbindung stehen.
1999 wurden erstmals Strukturen von Graup aus dem Auswurfsuevit beschrieben, die belegen, dass während des Impakts große Mengen an Carbonatschmelzen entstanden. Hierbei fungierten die Malmkalke des Einschlaggebiets als Carbonatquelle. Durch diese Erkenntnis konnte zusätzlich belegt werden, dass erhebliche Anteile von Sedimentgesteinen im Suevit enthalten sind, was eine Umdeutung des Bildungsmechanismus bedeutete. In den letzten Jahren am Max-Planck-Institut für Chemie war er an der Entdeckung weiterer Hochdruckmodifikationen im Suevit beteiligt, die während des Ries-Ereignisses gebildet wurden.